# Procecidochares lisae
Procecidochares lisae är en tvåvingeart som beskrevs av Goeden 1997. Procecidochares lisae ingår i släktet Procecidochares och familjen borrflugor.
Artens utbredningsområde är Kalifornien. Inga underarter finns listade i Catalogue of Life.